# Pseudomysidetes cochinensis
Pseudomysidetes cochinensis är en kräftdjursart som beskrevs av Panampunnayil 1977. Pseudomysidetes cochinensis ingår i släktet Pseudomysidetes och familjen Mysidae. Inga underarter finns listade i Catalogue of Life.